# Pãi-taviterãs
Os pãi-taviterãs (paĩ-tavyterã), também conhecidos pelas denominações exonímicas guaranis caiouás (kaiowás), são um subgrupo contemporâneo dos povos guaranis. Sua família linguística é a tupi-guarani.

## Identidade e localização
Atualmente, os pãi-taviterãs estão distribuídos principalmente entre porções do pantanal paraguaio e do estado brasileiro do Mato Grosso do Sul. Segundo estimativas da Fundação Nacional dos Povos Indígenas (FUNAI) e da Fundação Nacional de Saúde (FUNASA), eram 31 000 pãi-taviterãs vivendo no Mato Grosso do Sul, enquanto que o Segundo Censo Nacional Indígena calculava em 12 964 sua população no Paraguai em 2002.
Segundo o antropólogo Bartolomeu Melià, "os pai-tavyterã podem ser identificados com os antigos itatins, dos quais se tem notícia desde os tempos da primeira entrada dos europeus no Paraguai (...) Do tempo em que eram conhecidos como caaguá da selva, ficou a denominação de kaiowá, ainda usada no Brasil. Sua autodenominação, no entanto, é a de paĩ-tavyterã, com clara alusão ao seu modo de ser religioso: paĩ seria o título com que os deuses e habitantes do paraíso saúdam e dirigem a palavra, e tavyterã seria os futuros habitantes do povoado do centro da terra".
De acordo com as crenças dos pãi-taviterãs, o primeiro homem que desceu dos céus foi Papa-Gui (o rei da natureza, criador da água e de tudo da Terra). Em seguida, desceu, dos céus, Nhandeara (rei dos Deuses) há mais de dois mil anos. Ele deixou as regras e religiões que são seguidas até hoje, como o uso do tembetá e a reza com maracas.

## História

### Era pré-colonial
A história dos pãi-taviterãs está diretamente ligada à da cultura guarani, cuja origem remontaria às florestas tropicais das bacias do Alto Rio Paraná, do Alto Rio Uruguai e extremidades do planalto meridional brasileiro. Arqueólogos sugerem que os povos guaranis tenham se diferenciado dos tupis entre o século V e o século XV, deslocando-se intensamente dentro dos territórios por eles considerados apropriados de ocupação, e se estima que a ocupação dos territórios atualmente compreendidos pelo sul do Brasil, norte da Argentina e a Região Oriental do Paraguai, feita a partir das cabeceiras dos rios Araguaia, Xingu, Arinos e Paraguai, tenha ocorrido entre os anos de 1000 e 1200. Quando portugueses e espanhóis chegaram no século XVI para colonizar a América, os guaranis ocupavam uma território que compreendia uma faixa litorânea entre Cananéia e o Rio Grande do Sul que se expandia ao sul e ao oeste pelo interior das bacias do Paraná, Uruguai e Paraguai e ainda ao norte o Rio Tietê.

### Contato com colonos

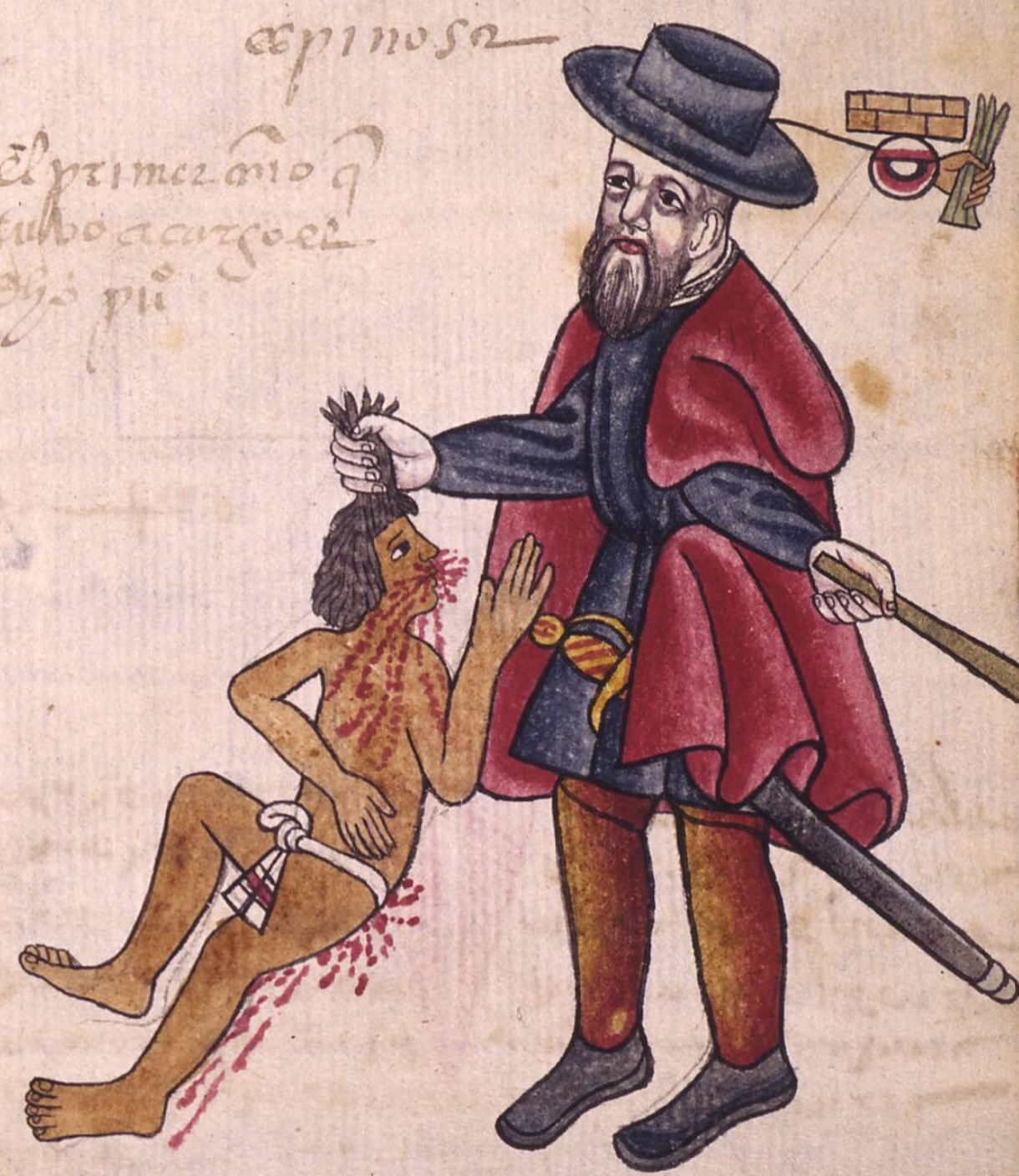
Um encomendero captura um índio

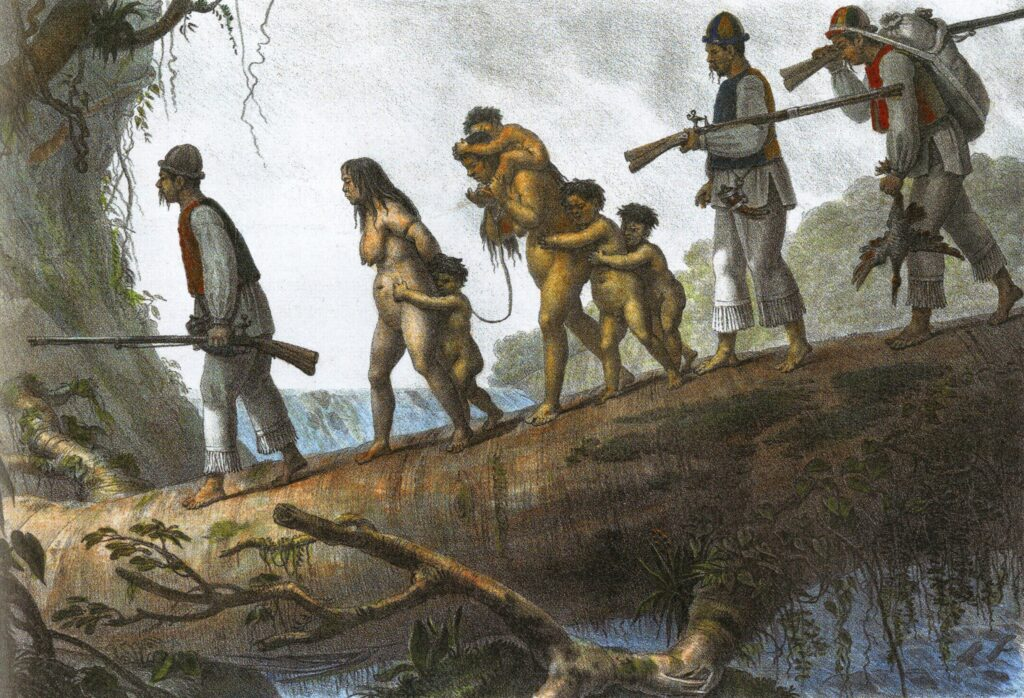
Uma tela de Jean Baptiste Debret de 1830 retrata um grupo de guaranis capturados por caçadores de índios.

Com a chegada dos europeus, os territórios dos guaranis tornaram-se alvo de disputas geopolíticas entre os impérios de Portugal e da Espanha, a despeito do Tratado de Tordesilhas. Os guaranis foram constantemente assediados até o século XVIII tanto por missões jesuíticas que visavam a catequizá-los quanto por colonos espanhóis e bandeirantes de origem portuguesa que queriam escravizá-los sob o regime da encomienda, já que a força de trabalho indígena era a maior fonte de riqueza naquela parte da América até então. E com o objetivo de oficializar a cristianização dos guaranis e facilitar o acesso a sua força de trabalho pelos encomenderos de Assunção, Hernando Arias de Saavedra, então governador do Rio da Prata e do Paraguai, requisitou, em 1603, a presença de padres da Companhia de Jesus para o trabalho de catequese da população guarani, que seria confinada em missões implantadas e administradas pelos próprios jesuítas. Com isso, formaram-se dezenas de reduções jesuíticas entre 1608 e 1768 nas regiões de Guayrá, Itatins e Tapes. A procura por mão de obra era tão intensa que, durante o século XVII, os encomenderos também alcançaram as proximidades da vila de São Paulo em busca de índios, o que provocou a reação dos paulistas, que passaram a organizar suas próprias expedições para se servirem dos guaranis. Embora os números tenham variações, estima-se entre centenas de milhares o número de guaranis capturados por encomenderos e bandeirantes ou reduzidos em missões jesuíticas. Para o antropólogo Bartolomeu Melià, somente em Guayrá foram apresados de 200 mil a um milhão de indivíduos Guaranis por encomenderos, outros 60 mil por bandeirantes e 50 mil estavam reduzidos em aldeamentos de jesuítas durante o período colonial.
Os próprios padres tentavam impedir a escravização dos indígenas, o que causava conflito com o modelo econômico baseado na escravidão que estruturava a economia colonial. Com o avanço cada vez mais intenso dos bandeirantes vindos pelos rios Tietê e Paranapanema, jesuítas e guaranis reduzidos tinham poucas condições de resistir e foram forçados a fugir para locais distantes do avanço paulista. Organizados pelos padres, as populações do Itatim se deslocaram para o sul na segunda metade do século XVII, cruzaram o Rio Apa e passaram a ocupar o atual sul do Mato Grosso do Sul a partir de então. Embora se acredite que porções significativa dessa população tenham se incorporado à sociedade paraguaia e, em parte, à brasileira sul-mato-grossense até o final do século XIX, esses guaranis de Itatim seriam reconhecidos posteriormente como os atuais pãi-taviterãs ou caiouás guaranis.

### Perda territorial
Os territórios dos pãi-taviterãs e dos avá katú eté (áreas que se confundem hoje com o sudoeste do Mato Grosso do Sul e porções da Região Oriental paraguaia) não sofreram intensos processos de exploração até a última década do século XIX e as duas primeiras do século XX, quando começaram a ser objeto de atividades econômicas de erva-mate promovidas pela Companhia Matte Larangeira. O arrendamento dessas terras manteve aqueles territórios livres de colonos ou concorrentes até as décadas de 1920 e 1930, conservando em boa medida as matas onde os guaranis estavam estabelecidos.
Em 1910, o Estado brasileiro criou o Serviço de Proteção aos Índios (SPI), um órgão para executar políticas frente às populações indígenas em território nacional. Para atender os "caiuás" - termo ao qual eram genericamente designados tanto os pãi-taviterãs (caiouás) quanto os avá katú eté (ñandeva) -, o SPI transferiu a Inspetoria Regional de Bauru para Campo Grande, então no Mato Grosso, estabeleceu os Postos Indígenas, resgatando a ideia dos aldeamentos jesuítas do século XVI, com o intuito positivista de educar e orientar os índios para a sociedade ocidental, e criou, entre 1915 e 1928, oito reservas com 3 600 hectares cada destinadas a kaiowas e ñandevas no atual Mato Grosso do Sul, ainda que as demarcações sofressem reduções em função de arranjos entre agentes de governo e interesses regionais.
Nas décadas seguintes, especialmente a partir da década de 1960, o Estado brasileiro incentivou a ocupação territorial efetiva do oeste do país, com desapropriações sistemáticas de áreas em favor de não índios e a derrubada de matas para implantação de empresas agropecuárias. O desmatamento forçou os indígenas a deixarem as reservas. Ao final da década de 1970, com a crescente hostilidade dos brancos, que os queriam expulsar para as áreas de Postos Indígenas, os pãi-taviterãs e os avá katú eté começaram a se organizar para reivindicar seus territórios perdidos.

### Conflitos contemporâneos no Brasil

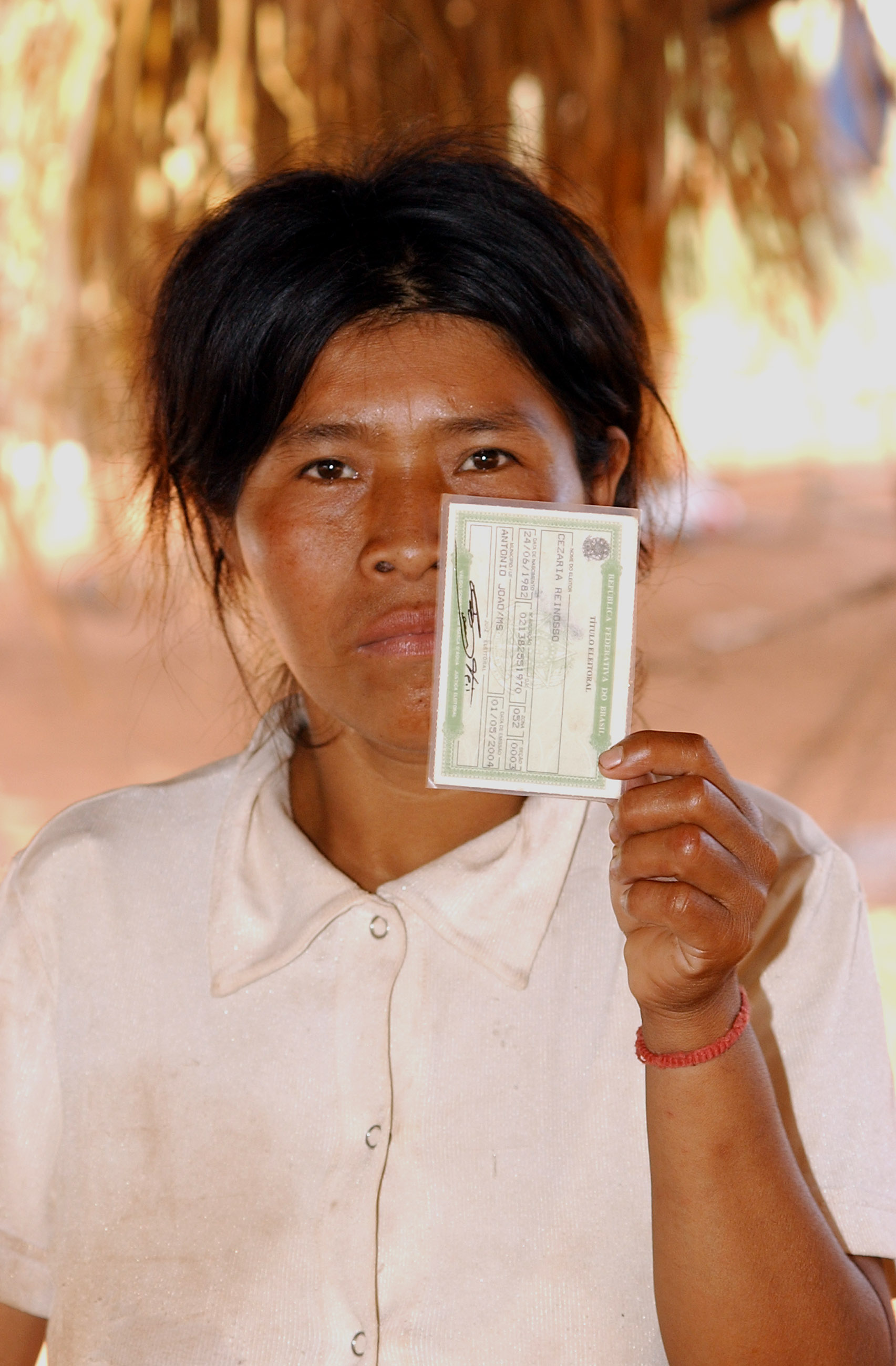
Uma caiouá mostra seu título de eleitor, em Antônio João (Mato Grosso do Sul), em setembro de 2006.

Fora de suas terras, os pãi-taviterãs são forçados a buscar trabalho, por vezes junto aos mesmos latifundiários que roubaram suas terras, recebendo, geralmente, pagamentos reduzidos, com os quais buscam garantir sua existência.
Em sua tese sobre as crianças pãi-taviterãs, a pesquisadora verificou que o antropólogo Darcy Ribeiro havia constatado já na década de 1950 que: "[..] era evidente o desespero dos Kaiowá diante do mundo dos brancos, que, em número cada vez maior, arrodeavam suas aldeias, tomando suas terras de caça, seus rios de pesca e lhes impondo uma presença sempre hostil."
Nas últimas décadas, centenas de pãi-taviterãs, tanto adultos quanto crianças, perderam suas vidas na defesa de suas terras, que são consideradas essenciais por eles para a sua sobrevivência. Outros tantos, principalmente jovens, tiraram a própria vida. De acordo com um relatório do Conselho Indigenista Missionário, com dados analisados de 2003 a 2010, o índice de assassinatos na Reserva de Dourados é de 145 para cada 100 mil habitantes, valor 495% maior do que a média brasileira.
Em 2010, a vice-procuradora-geral da República, Deborah Duprat, chegou a declarar que situação da "reserva de Dourados é talvez a maior tragédia conhecida da questão indígena em todo o mundo".
Para os pãi-taviterãs, a terra é, por eles, conhecida como tekoha. Nas palavras do antropólogo Antônio Brand: teko = modo de ser, ha = lugar onde. É o lugar onde se dá o modo de ser Guarani/kaiowá. A tekoha é, para eles, sagrada, e o que defendem é o direito de plantar, permanecer, cultivar, colher e viver livres neste local que historicamente lhes pertence. Desse modo, eles não têm, com a terra, uma relação comercial, monetarizada, mas sim, afetiva, de pertencimento mútuo. Para eles, perder sua terra e as possibilidades de interações que ela proporciona é perder o significado da própria vida.
Em outubro de 2012, em Iguatemi, no Mato Grosso do Sul, comunidades de Pyelito kue-Mbarakay, de origem pãi-taviterãs, escreveram um manifesto no qual protestavam contra uma liminar da Justiça Federal que determinava sua expulsão das margens do rio Hovy.
| “ | Pedimos ao Governo e à Justiça Federal para não decretar a ordem de despejo/expulsão, mas decretar nossa morte coletiva e enterrar nós todos aqui. Pedimos, de uma vez por todas, para decretar nossa extinção/dizimação total, além de enviar vários tratores para cavar um grande buraco para jogar e enterrar nossos corpos. Este é o nosso pedido aos juízes federais. | ” |
|   | — Carta da comunidade Guarani-Kaiowá de Pyelito Kue/Mbarakay-Iguatemi-MS para o Governo e Justiça do Brasil - Outubro de 2012. |   |

A carta ganhou grande repercussão naquele período, em especial pelas redes sociais, com o acréscimo da expressão "Guarani Kaiowa" ao primeiro nome das pessoas no Facebook ou Twitter e a utilização das hashtags "#SouGuaraniKaiowa", "#SomosTodosGuaraniKaiowa", entre outras.